# 白票事件
白票事件（はくひょうじけん）は、1935年（昭和10年）に東京商科大学（一橋大学の前身）で起こった学位授与審査をめぐる学内紛争である。

## 概要
東京商科大学助教授・杉村広蔵の学位請求論文の審査をめぐる教授会の対立が同大学を二分する紛争になり、最終的には佐野善作学長と後任の三浦新七学長、および5教授の辞任にまで発展することとなった。

## 経緯
1935年（昭和10年）7月9日、東京商大で杉村広蔵助教授の学位請求論文「経済社会の価値論的研究」を審査する教授会が開かれ、出席者21名による投票の結果、可13となり全体の3/4に満たなかったため不通過となった（同時に審査された井藤半禰・加藤由作の論文は学位授与が可決された）。この際、否票はわずか1票に止まり、「判断保留」を意味する7票の白票が出た。
このため「白票は教授として無責任」との批判が高まり、佐野善作学長が白票を出すことの可否についての教授会を開催しようとすると、これに対してまた助教授・助手・専門部教授による反対声明（中山伊知郎・上原専禄・高島善哉らが含まれていた）が出され、学内を二分（白票派と反白票派）する紛争に発展した。審査委員で経済原論・貨幣論担当の高垣寅次郎ら「白票」派の言い分は杉村の論文が経済学的内容でなく哲学的なテーマを扱ったものであるため判断を保留した、というものであった。また杉村の提出した申請論文は「量の膨大なるよりその内容が大事」という立場から100枚程度の分量であった（当時博士論文は原稿用紙数百枚から1,000枚が普通とされていた）ことも問題とされた。
紛争は教員のみならず学生にも波及し、事態収拾のため辞職した佐野学長に代わり三浦新七が学長になると、今度は新学長の信任をめぐり教授会、さらに如水会までもが二分されるに至った。一方、杉村も三浦学長の勧めにより、学位請求論文をベースに加筆した『経済哲学の基本問題』を1935年に刊行、その序に「著者はここに東京商科大学教授会を通過せざりし論文を公刊して大方の批判を仰がむと欲する」と記し、論文審査の経緯を説明し批判を加えた（第2版以降は削除）。翌1936年春に成立した広田内閣の文相に就任した平生釟三郎（東京商大の前身である（東京）高等商業学校の時代の本科卒業生）が調停に入り、高垣・本間喜一ら5教授の辞表受理と杉村助教授の自発的辞任として最終的に事態が収拾された。こののち三浦学長も同年末に辞任した。

## 意義
東京高商から昇格した官立単科大学たる旧制東京商大は、高商時代の申酉事件に代表されるように文部省・帝大など外部からの圧迫に対しては一枚岩の団結を誇っており、（しばしば内部対立が表面化した）東京帝大経済学部と比べると派閥抗争は少ないとされていた。
しかし大学昇格を達成したのち、従来通り職業的な商業教育を重視する立場と社会科学としての経済学研究を重んじる立場の対立が露わになった。具体的には学科目において経営学・会計学を除く狭義の商業学分野のウェイトが適当であるか否かをめぐって抗争が生じ、革新派はこれを過大としたのに対し保守派は適当であると反論した。さらに大学発足以来長期にわたり学長を務め保守派の頭目と見なされていた佐野の学内運営への不満もあって事件は深刻な学内抗争へと発展することとなった。『一橋大学百二十年史』によれば、経済学分野の若手に多かった先鋭的革新派からの不満の表明であるとされており、「反白票派」は若手教員、「白票派」は長老・中堅教員を中心としていた。
また商大を辞職した杉村はその後実業界に転身し、1938年『経済倫理の構造』で経済学博士の学位を得た。